# سسنا ۴۰۴ تیتان
سسنا ۴۰۴ تیتان (به انگلیسی: Cessna 404 Titan) یک هواگرد ساختِ کارخانهٔ سسنا در کشور ایالات متحده آمریکا است که در سال ۱۹۷۶-۱۹۸۲ ساخته شد. این هواگرد برای نخستین بار در ۲۶ فوریه ۱۹۷۵ میلادی مورد استفاده قرار گرفت.